# مركز الأزهر العالمي للفتوى الإلكترونية
مركز الأزهر العالمي للفتوى الإلكترونية هو مركز تابع للأزهر الشريف، أنشأ بقرار الإمام الأكبر أحمد الطيب شيخ الأزهر، واُفتتح في نوفمبر 2016، يختص بإصدار الفتوى الشرعية في المسائل الفقهية المختلفة.

## الإدارات
يضم المركز عدة إدارات هي:
- إدارة الفتاوى الهاتفية والنصية.
- إدارة معالجة الظواهر المجتمعية.
- إدارة التواصل الإلكتروني.
- إدارة الدعم الأكاديمي والعلمي.

## وصلات خارجية
- الموقع الرسمي للمركز.
- الصفحة الرسمية للمركز على موقع فيس بوك.